# TV24
TV24 ist ein Schweizer privater, werbefinanzierter Fernsehsender. Er wurde 2014 von der AZ Medien AG gegründet. 2016 ging der Schwestersender TV25 auf Sendung.
TV24 war wie die Regionalsender TeleZüri, Tele M1 und TeleBärn Teil der Senderfamilie der AZ Medien. Seit 2018 ist CH Media, ein Joint Venture der NZZ-Mediengruppe und der AZ Medien, Inhaber der Senderfamilie. CH Media nahm den Betrieb am 1. Oktober 2018 auf.

## Programm

### Eigenproduktionen
- «Ninja Warrior Switzerland» ist die Schweizer Version des TV-Formats Ninja Warrior und war die erste Eigenproduktion von TV24. Die 1. Staffel war vom 17. Oktober 2018 bis 21. November 2018 zu sehen mit einem anschliessenden Promi-Special am 5. Dezember 2018. Die 2. Staffel folgte vom 29. Oktober 2019 bis 26. November 2019 mit einem anschliessenden Promi-Special am 3. Dezember 2019.[6]

- «Die Höhle der Löwen Schweiz» ist die Schweizer Version des britischen Sendungsformats Dragons’ Den, das in Deutschland auch unter dem Titel Die Höhle der Löwen läuft. Die erste Staffel mit sieben Folgen wurde vom 21. Mai 2019 bis 2. Juli 2019 ausgestrahlt.[7][8] Die 2. Staffel folgte vom 22. September 2020 bis 10. November 2020 und wurde auch von 3+ ausgestrahlt.[9] Die sieben Folgen der 3. Staffel wurden vom 26. Oktober bis 7. Dezember 2021 auf 3+ gesendet.[10]
- «Sing meinen Song – Das Schweizer Tauschkonzert» ist die Schweizer Version von Sing meinen Song – Das Tauschkonzert. Die erste Staffel mit 8 Episoden wurde in der Zeit vom 21. Februar 2020 bis 10. April 2020 gezeigt.[11] Dabei wirkten die Sänger Seven (Gastgeber), Stefanie Heinzmann, Loco Escrito, Francine Jordi, Ritschi, Marc Storace und Steff la Cheffe mit. Die acht Folgen der zweiten Staffel werden seit dem 3. März 2021 im wöchentlichen Rhythmus ausgestrahlt. Gastgeber ist wiederum Seven, gedreht wurde im Spätsommer 2020 wie auch bei der ersten Staffel auf einem Anwesen auf Gran Canaria.[12] Die weiteren Künstler sind Jaël, Beatrice Egli, Ta'Shan, Adrian Stern, Dodo und Kunz. Die zweite Staffel wird um wenige Tage versetzt auch auf 3+ ausgestrahlt.[13]

### Filme und Serien
Neben den Eigenproduktionen zeigt TV24 vor allem Filme und Serien (z. B.: Bones – Die Knochenjägerin, Beverly Hills 90210, Baywatch – Die Rettungsschwimmer von Malibu (Remastered), Die Simpsons) sowie Scripted-Reality-Dokumentationen bzw. Doku-Soaps (z. B.: Die Aquarium-Profis, Auction Hunters – Zwei Asse machen Kasse, Die Baumhaus-Profis, Die Raritäten-Jäger, Storage Wars – Die Geschäftemacher) und Sportübertragungen.

### Sport
TV24 zeigt auch einige Sportereignisse. Einige davon werden in Kooperation mit Blue oder MySports produziert.
Am 7. Juli 2020 vergab die UEFA die Rechte an den Europacupwettbewerben neu. Dabei gingen sämtliche Liverechte an die Swisscom AG. Diese sublizenzierte diese daraufhin an CH Media. So wird seit der Saison 2021/22 pro Spieltag ein Mittwochs-Gruppenspiel sowie das Finale der UEFA Champions League von 3+ übertragen. Am Donnerstag überträgt TV24 in der Gruppenphase und der K.O.-Runde pro Spieltag ein Spiel der UEFA Europa League oder der UEFA Europa Conference League, sowie die Endspiele beider Wettbewerbe. Ausserdem zeigt TV24 jeweils donnerstags um 23:00 Uhr Highlights des Spieltages in der Europa League und der Conference League.
Ab dem 24. Juni 2021 erhält CH Media durch eine SRF-Sublizenz ab der Saison 2022/23 das Recht, innerhalb von zwei Jahren fünf Spiele der Schweizer Fussballnationalmannschaft live zu übertragen. Ausserdem werden innerhalb dieser zwei Jahre auch zehn internationale Topspiele ohne Schweizer Beteiligung übertragen. Dazu gehören beispielsweise die Finals der UEFA Nations League, sofern sich die Schweiz nicht qualifiziert. Zuvor hatte TV24 bereits internationale Spiele ohne Schweizer Beteiligung live gezeigt.
Am 4. März 2022 vergab die Schweizer Eishockeyliga sämtliche Übertragungsrechte an die Sunrise UPC GmbH. Diese sublizenzierte die Rechte daraufhin an CH Media. Somit hat TV24 ab der Saison 2022/23 das Recht, ein Match pro Woche live sowie die Highlights an jedem Spieltag zu übertragen. Die Schweizer Eishockeyliga rief deswegen das "Match of the Week" am Sonntagabend um 20:00 Uhr ins Leben. Dieses wird das Spiel sein, das TV24 übertragen wird. Ab den Playoffs zeigt TV24 pro Spieltag ein Spiel live. Zuvor zeigte TV24 nur in unregelmässigem Abstand Freitagsspiele der Regular Season.

#### Aktuelle Rechte
- Fussball
  - Qualifikation zur Fussball-Europameisterschaft/Weltmeisterschaft/UEFA Nations League: 15 Spiele der Schweizer Nationalmannschaft live und 30 Spiele ohne Schweizer Beteiligung live (2022–2028)
  - UEFA Europa League/UEFA Europa Conference League: Pro Runde ein Spiel live (in Kooperation mit Blue) (2021–2024)
- Eishockey
  - National League: Match of the Week live und Highlights von jedem Spieltag (in Kooperation mit MySports) (seit 2022)
  - Swiss League: Playoff-Finale live (in Kooperation mit MySports) (seit 2020)
- Handball
  - Handball SuperCup (seit 2021)
- Unihockey
  - Unihockey SuperCup (seit 2021)
  - Euro Floorball Tour (seit 2022)
- Duathlon
  - Powerman Zofingen
- Radsport
  - Grosser Preis des Kantons Aargau
- Tischtennis
  - Europe Top 16 Cup
- American Football
  - European League of Football: Spiele des Schweizer Franchise Helvetic Mercenaries

#### Ehemalige Rechte
- Länderspiele der Schweizer Eishockeynationalmannschaft: Ausgewählte Spiele (in Kooperation mit MySports) (bis 2022, seitdem Rechte bei SRF)
- Laver Cup (bis 2019)
- Handball-Europameisterschaft/Weltmeisterschaft (bis 2020, seitdem Rechte bei SRF)
- Uhrencup (bis 2019)

## Empfang
Der Sender ist in der Schweiz über Swisscom TV, Sunrise TV, Quickline und viele regionale Kabelnetze empfangbar. Ausserdem ist der Sender auch über die Schweizer Version von Zattoo, Teleboy und Wilmaa sowie über das Satelliten-Angebot von Kabelio zu empfangen.